# 137 (The Pineapple Thief)
137 is het tweede studioalbum van The Pineapple Thief (TPT). Het album is net als het debuutalbum van de band opgenomen in de Dining Rooms Geluidsstudio. De muziek schoof langzaam naar de progressieve rock in de stijl van Porcupine Tree, maar er werden ook invloeden hoorbaar in de trant van Tears for Fears en Radiohead. Het album kwam voort uit de afspraak tussen Soord en platenlabel Cyclops Records. Om de muziek levend te houden moest er om de achttien maanden een plaat worden uitgebracht; TPT trad in die jaren nog niet op. De song 137 staat als track 7 vermeld, maar wordt als track 9 gespeeld.
In 2013 kwam een nieuwe versie op de markt, het nieuwe platenlabel Kscope bracht in die jaren al het oude materiaal van TPT uit. Cyclops Records was gestopt met persen van cd’s en door het toenemende succes van de band kwam belangstelling voor oud materiaal. De namen van musici vermeld bij de oorspronkelijke uitgave waren geheel verdwenen. Er kwam ook een nieuwe platenhoes, de titel is One three seven en de fout in de vermelding van de trackvolgorde is gecorrigeerd. 

## Musici
- Bruce Soord – gitaar, zang, toetsinstrumenten, samples en programmeerwerk
- Adrian Soord – mellotron, Fender Rhodes, Prophet 5, piano en synthesizers
- Nick Lang – drumstel, percussie, achtergrondzang
- Mark Harris – basgitaar

## Muziek
Alle muziek en teksten van Bruce Soord

| Nr. | Titel                     | Duur  |
| --- | ------------------------- | ----- |
| 1.  | Lay on the tracks         | 4:44  |
| 2.  | Perpetual night shift     | 5:27  |
| 3.  | Kid chameleon             | 6:56  |
| 4.  | Incubate                  | 3:28  |
| 5.  | Doppler                   | 7:33  |
| 6.  | Ster                      | 4:05  |
| 7.  | Release the tether        | 5:09  |
| 8.  | How did we found our way? | 3:54  |
| 9.  | 137                       | 5:45  |
| 10. | Preserve                  | 5:21  |
| 11. | Warm me                   | 3:36  |
| 12. | pvs                       | 11:29 |
| 13. | md one                    | 3:48  |